# Amstrad
Amstrad Plc byl britský výrobce elektroniky. Společnost byla založena v roce 1968 Alanem Sugarem. Název firmy je odvozen od Alan Michael Sugar Trading.
Společnost vstoupila i na trh počítačů s počítačem Amstrad CPC 464, který byl následován počítači Amstrad CPC 664, Amstrad CPC 6128. V roce 1987 společnost Amstrad koupila od Cliva Sinclaira práva k výrobě počítačů Sinclair ZX Spectrum. V době kolem převzetí autorských práv se spekulovalo o tom, že by Amstrad mohl vyrábět ZX Spectrum se dvěma integrovanými mechanikami ZX Microdrive v obalu od počítače Sinclair QL nebo počítač Amstrad CPC 464+, který by měl režim práce kompatibilní se ZX Spectrem. Amstrad řadu ZX Spectrum zachoval jako nezávislou řadu počítačů s tím, že řada Amstrad CPC byla určena pro profesionální použití a řada Sinclair ZX Spectrum pro zábavu. Prvním počítačem z řady ZX Spectrum vyráběný společností Amstrad je počítač Sinclair ZX Spectrum +2 s integrovaným magnetofonem. Později ho následovaly počítače Sinclair ZX Spectrum +3 a Sinclair ZX Spectrum +2A. Amstrad vyráběl tyto počítače místo ve Velké Británii na Tchaj-wanu, což znamenalo zvýšení kvality počítačů této řady. Později byla výroba počítačů přesunuta do Číny a počítače Sinclair ZX Spectrum +2A začaly být označovány jako Sinclair ZX Spectrum +2B. Po převzetí počítačové divize Sinclair Research Amstradem španělská společnost Investrónica, která se podílela na vývoji počítače Sinclair ZX Spectrum 128K+, vypustila na trh počítač Inves Spectrum+.
V dubnu 1989 se objevila zpráva, že Amstrad připravuje nové periférie pro ZX Spectrum - tiskový komplet skládající se z přeznačené tiskárny k počítači Amstrad PCW 8256, interfacu, myši a textového procesoru/tabulkového kalkulátoru, nízká externí disketová mechanika pro 3" diskety a HQ System, magnetofon řešící problémy s nastavováním zvuků u počítače ZX Spectrum +3. Amstrad také měl připravovat počítač, který by překonával počítače Atari ST a Amiga, jehož základem měly být základní desky Acorn Archimedes. Tyto produkty se ale na trhu neobjevily.
Výroba počítače ZX Spectrum +3 byla ukončena v roce 1990, aby počítač netvořil konkurenci ve stejném roce uvedeným počítačům Amstrad z řady plus. Počítač ZX Spectrum +2A byl vyráběn o dva roky déle, prototože jako konkurence k nově uvedeným Amstradovým počítačům vnímán nebyl.
Společnost zanikla v roce 2010.

## Produkty společnosti

### Počítače
- řada Amstrad CPC:
  - Amstrad CPC 464
  - Amstrad CPC 472
  - Amstrad CPC 664
  - Amstrad CPC 6128
- řada plus, často označovaná jako řada CPC+
  - Amstrad 464plus
  - Amstrad 6128plus
  - Amstrad GX4000
- řada Amstrad PCW:
  - Amstrad PCW 8256[6]
  - Amstrad PCW 8512[6]
  - Amstrad PcW16
- řada Sinclair ZX Spectrum
  - Sinclair ZX Spectrum +2
  - Sinclair ZX Spectrum +3
  - Sinclair ZX Spectrum +2A
  - Sinclair ZX Spectrum +2B
- počítače PC:
  - Sinclair PC 200
- PDA
  - PenPad – vznikl jako konkurenční produkt k Apple Newton, na trh byl uveden dříve než Apple Newton.[7]

### Periférie k počítačům
- Amstrad DDI-1
- Amstrad FD-1
- SJS-1
- SJS-2
- SPJ-1

### Přislíbené, ale nevyráběné periférie
- Amstrad SI-1[8]